# Abdullah Khan Barha

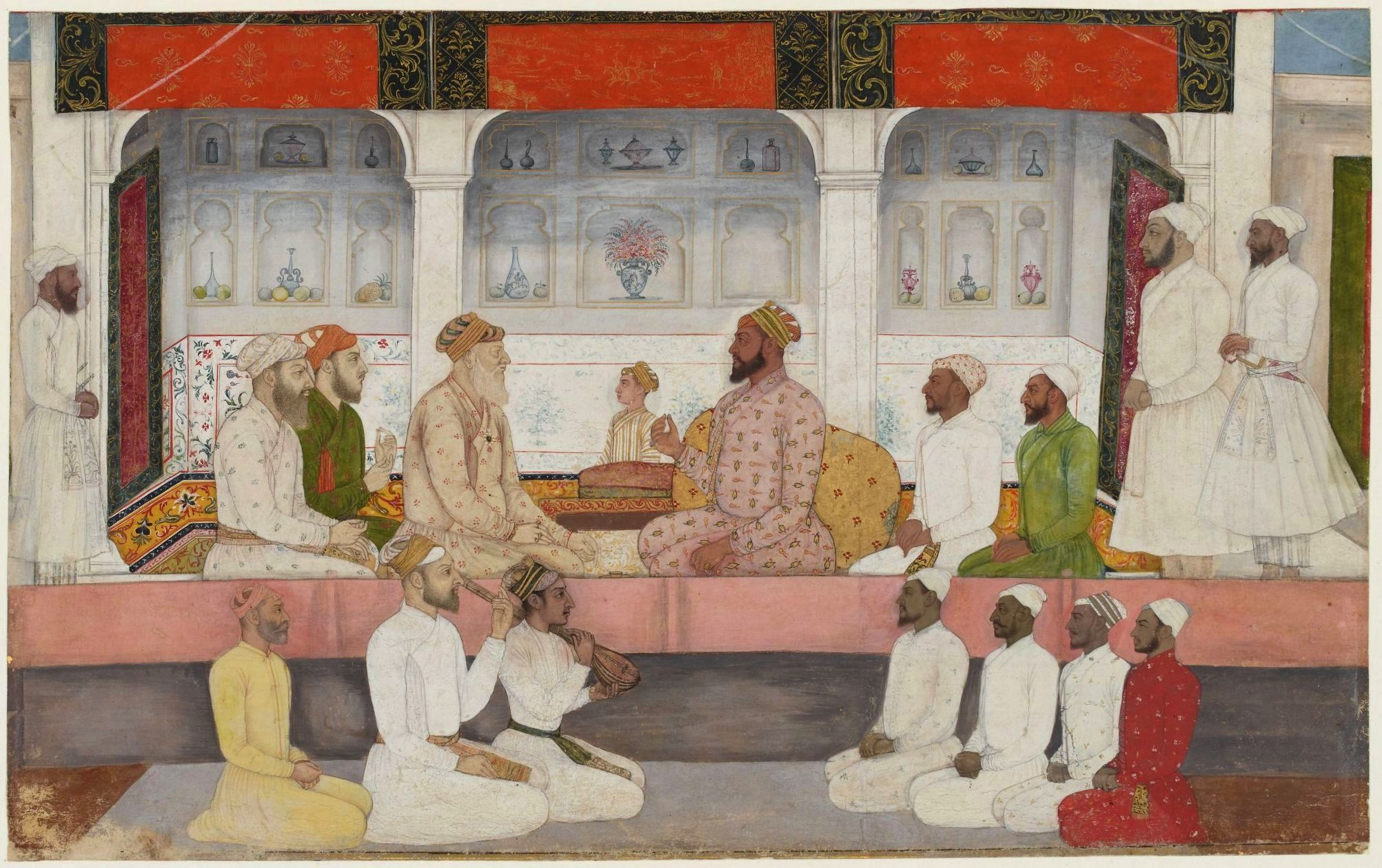
Syed Abdullah Khan Barha te midden van zijn hofhouding in Delhi. Miniatuurschildering rond 1718, British Museum.

Syed Hassan Ali Abdullah Khan Barha (1666 - Delhi, 12 oktober 1722) was tussen 1713 en 1722 vizier van het Mogolrijk. Samen met zijn broer Syed Hussain Ali Khan Barha voerde hij de Hindoestaanse factie aan in het in die periode door intriges en instabiliteit geplaagde Mogolhof. Door een verbond met de Maratha's te sluiten wisten de broers tussen 1719 en 1721 door een serie marionetten op de troon te zetten de volledige macht in handen te krijgen. In ruil gaven ze grote delen van het Mogolrijk op aan de Maratha's. De broers werden respectievelijk in 1720 en 1722 vermoord in opdracht van de Turani-factie van Chin Qilich Khan, de Nizam-ul-Mulk, die met de laatste marionet, Muhammad Shah, een verbond gesloten had.

## Weg naar de macht
De Barha's waren een clan van inheems-Indische edelen, die tijdens de begintijd van het sultanaat Delhi tot de islam waren bekeerd. Hassan Ali Khan Barha was een zoon van Abdullah Mian Khan Barha, die onder Mogolkeizer Aurangzeb als subehdar (gouverneur) van Bijapur diende. De zoons begonnen hun diplomatieke en militaire carrières ook in de Dekan, waar ze ervaring als bestuurders opdeden in de provincie Kandesh. In de jaren 1690 werden de broers naar de provincie Multan in het noordwesten gestuurd, waar ze onder prins Muazzam dienden, de latere keizer Bahadur Shah. Na de dood van Aurangzeb in 1707 vochten ze voor de prins in de slag bij Jajau, waar de opvolgingsstrijd beslist werd. Wegens zijn diensten op het slagveld kreeg Hassan Ali Khan Barha het voorrecht de naam van zijn overleden vader, Abdullah, te gebruiken.
De Barha's raakten aan het hof van Bahadur Shah in conflict met de oudste zoon van de keizer, prins Muizuddin, en de vizier, Munim Khan. Waarschijnlijk werden ze daarom in het kamp van een tweede zoon gedreven, prins Azim-ush-Shan. In 1711 werd Abdullah door deze prins aangesteld als waarnemend gouverneur van Allahabad. Toen Bahadur Shah in 1712 overleed werd prins Azim-ush-Shan echter verslagen en gedood door de troepen van de machtige hoveling Zulfiqar Khan, die prins Muizuddin steunde. De prins besteeg de troon onder de regeringsnaam Jahandar Shah en liet de Barha's direct uit hun posities zetten. De broers besloten daarop de verder kansloze zoon van Azim-ush-Shan te steunen, die op dat moment in Bengalen verbleef. Deze prins, Farrukhsiyar, beloofde Abdullah Khan Barha vizier te maken en zijn broer Hussain Ali Khan Barha mir bakhshi (keizerlijk schatbewaarder) - de twee machtigste posities aan het hof. De Barha's wisten met behulp van andere Hindoestaanse edelen een leger samen te stellen dat richting Delhi optrok. Begin 1713 werd Jahandar Shah bij Agra verslagen. Aan het hof in Delhi volgde een afrekening waarbij Jahandar Shah, Zulfiqar Khan en enkele edelen die hen gesteund hadden terechtgesteld werden.

## Vizier
Nu Farrukhsiyar keizer was, wilde hij zijn gezag doen gelden, maar kwam daarbij in conflict met de Barha's. De keizer werd daarbij gesteund door een factie edelen onder Mir Jumla. De vete escaleerde zodanig, dat de Barha's zich in 1714 in hun paleizen verschansten en dreigden hun posities als vizier en mir bakhshi op te geven. Bang dat ze, verwijderd van het hof, in staat zouden zijn een gewapende opstand te beginnen, stemde Farrukhsiyar daar niet mee in. In plaats daarvan kwam het tot een vergelijk tussen de twee facties, waarbij zowel Hussain Ali Khan Barha als Mir Jumla uit Delhi moesten vertrekken. Hussain Ali Khan Barha werd tot gouverneur in de Dekan benoemd. 
Hoewel dit de spanning enigszins wegnam, kwam al gauw het bericht uit de Dekan dat handlangers van de keizer geprobeerd hadden Hussain Ali Khan Barha te vermoorden en verzuurden de verhoudingen opnieuw. Deze situatie van hofvetes en intrige leidde er uiteindelijk toe dat de Barha's in 1717 met de Maratha's, de gezworen vijanden van de Mogols, tot een geheim akkoord kwamen. De Maratha's voorzagen de Barha's van militaire steun in ruil voor het afstaan van het recht belasting op de Dekan te winnen.
Hussain Ali Khan Barha keerde in januari 1719 terug naar Delhi, samen met een Marathaleger onder Balaji Vishwanath. De troepen van de keizer lieten hem in de steek. In het paleis kwam het tot een openlijke scheldpartij tussen de keizer en zijn vizier. De laatste liet daarop een nieuwe keizer kronen, de 19-jarige zieke prins Rafi-ud-Darjat. Farrukhsiyar werd blind gemaakt en opgesloten, om twee maanden later gewurgd te worden. De Barha's hadden nu de macht in handen. Ze lieten de nieuwe keizer dag en nacht bewaken en zorgden ervoor dat aan het hof geen woord gezegd werd zonder hun instemming. Rafi-ud-Darjat leed echter aan tubercolose en overleed in juni 1719, na nog geen vier maanden op de troon gezeten te hebben. De Barha's gebruikten daarop de broer van de prins, Rafi-ud-Daulah (Shah Jahan II), maar deze overleed ook na enkele maanden. Een derde marionet, prins Roshan Akhtar, werd in september 1719 als keizer Muhammad Shah gekroond.
De macht van de Barha's en de grote concessies die ze aan de Maratha's gedaan hadden zetten kwaad bloed bij leden van de andere factie van edelen in het noorden van India: de uit Centraal-Azië afkomstige Turani's. Achter de rug van de Barha's om wist de leider van deze hoffactie, Chin Qilich Khan, de nizam-ul-mulk, met de nieuwe keizer samen te zweren. Hussain Ali Khan Barha werd in 1720 door vergiftiging om het leven gebracht. Abdullah Khan Barha, de vizier, werd in november 1720 verslagen in een veldslag tegen een leger van de nizam. Hij kwam in gevangenschap om het leven.